# Lei Saraiva
A Lei Saraiva, Decreto n.º 3 029, de 9 de janeiro de 1881, foi a lei que instituiu, pela primeira vez, o Título de Eleitor, incluiu um dispositivo que exigia que o eleitor deveria saber “ler e escrever” para requerer o alistamento após setembro de 1882 (mas os votantes analfabetos que já possuíssem o título eleitoral antes dessa data não iriam perder o direito de voto) e adotou eleições diretas para todos os cargos eletivos do Império brasileiro: senadores, deputados à Assembleia Geral, membros das Assembleias Legislativas Provinciais, vereadores e juízes de paz.
A determinação estabeleceu ainda que os imigrantes de outras nações, em particular comerciantes e pequenos industriais, e também os que não fossem católicos, religião oficial do Império, poderiam se eleger, desde que possuísse renda não inferior a duzentos mil réis.
O redator final da lei foi o deputado-geral Rui Barbosa. Deveu-se tal denominação à homenagem feita ao Conselheiro José Antônio Saraiva, então Presidente do Conselho de Ministros, que foi o responsável pela maior reforma eleitoral do país até então (Gabinete Saraiva de 1880).

## Contexto

### O processo eleitoral no Brasil Imperial
De acordo com a constituição outorgada pelo imperador vigente no ano de 1824, Dom Pedro I, as eleições brasileiras seriam para a escolha de representantes dos poderes legislativos e executivos. Para votar, o cidadão deveria pertencer ao sexo masculino (excluía escravos e mulheres) e ter no mínimo 25 anos (essa idade mínima só não era válida no caso dos homens casados, clérigos, militares e bacharéis formados que podiam votar com 21 anos). Além desses crivos, o sistema eleitoral empregava o voto censitário, onde o indivíduo só estaria apto a votar caso comprovasse uma renda mínima anual oriunda de emprego, comércio, indústria ou propriedade de terras. Com o sistema escravagista ainda em funcionamento legal, o voto censitário excluía mais parcelas da população brasileira, transformando o voto em um instrumento de ação política das elites da época.
Mesmo com todas exigências, as poucas pessoas que estariam aptas a exercer seu poder de voto não escolhiam diretamente seus representantes, isso porque, no sistema eleitoral do Império, os eleitores eram divididos entre eleitores de paróquia e eleitores de província. Os eleitores de paróquia se caracterizavam por ser os que comprovavam uma renda anual mínima de 100 mil réis para votar nos eleitores de província, os quais, por sua vez, comprovavam uma renda anual mínima de 200 mil réis e votavam diretamente nos candidatos a deputado e senador.
Na época, deputados e senadores deveriam comprovar renda mínima ainda mais elevada que os eleitores para poderem se candidatar. Os candidatos a deputado deveriam ter renda mínima de 400 mil réis por ano, já os candidatos ao Senado 800 mil réis. Essa exigência fazia com que, nos principais cargos legislativos do país, não houvesse representantes da maioria da população brasileira, que se tratava de camadas menos abastadas financeiramente da sociedade.

## Antecedentes
Nos vinte anos que antecederam o término do século XIX, o Brasil se caracterizava por ser um país predominantemente agrário, latifundiário e escravagista. O sistema educacional popular era tratado pelo governo Imperial de maneira ressabiada — neste contexto, uma melhoria na educação para a sociedade era temida pelo poder Imperial, uma vez que um povo alfabetizado poderia estar apto para exigir melhorias e mudanças no país, tornando-o indócil.
Para manter a ordem do regime monárquico, o Império utilizava um sistema político em que os dois principais partidos eram controlados pelo governo e um processo eleitoral que mantinha grande parte da sociedade marginalizada. Foi a partir do progresso econômico no ciclo do café, principalmente na Província de São Paulo, que os grupos urbanos passaram a reivindicar maior participação política, a substituição do sistema eleitoral indireto pelo direto e o fim do voto censitário.

### Projeto Sinimbu
Mais Informações: Septênio Liberal
Em janeiro de 1878, o Imperador D. Pedro II, pressionado pelas cobranças da sociedade por eleições diretas, convoca o comendador Visconde João Lins Vieira Cansanção de Sinimbu para presidir um gabinete liberal, tendo como única tarefa a realização de reforma eleitoral para introduzir o voto direto no Brasil. O projeto propunha a duplicação da renda mínima para o cidadão poder votar, de R$ 200 mil réis para R$ 400 mil, além da exclusão do direito de votos de todos aqueles que não sabiam ler e escrever — condição que ainda não existia na Constituição de 1824.
Antes do projeto ser apresentado na Câmara, alguns deputados já argumentavam que entregar o direito de voto aos que não sabiam ler e escrever (analfabetos) precarizaria a democracia. Outros deputados, como o próprio Cansanção Sinimbu, chefe do gabinete, diziam que a condição de ler e escrever seria o que menos se pode exigir como crivo de capacidade intelectual de uma pessoa ao escolher seus representantes. O projeto acabou sendo aprovado na Câmara em 9 de junho de 1879 e enviado ao Senado. Lá, analisado em duas comissões, o projeto foi rejeitado por ser inconstitucional em 12 de novembro de 1879.
Este contexto foi responsável por colocar o analfabetismo como tema central de discussão da época, fazendo com que a definição de uma pessoa analfabeta fosse associada à condição de ignorância, de cegueira, de falta de inteligência e de incapacidade política.

### Projeto Saraiva
Já que o Senado havia negado a reforma eleitoral de Sinimbu por via constitucional, o governo Imperial teve como única saída instaurar a reforma por uma lei ordinária ao novo governo. O Imperador convoca o comendador José Antônio Saraiva para instituir, então, em 28 de abril de 1880, um novo ministério que teria como tarefa realizar uma reforma eleitoral no Brasil.

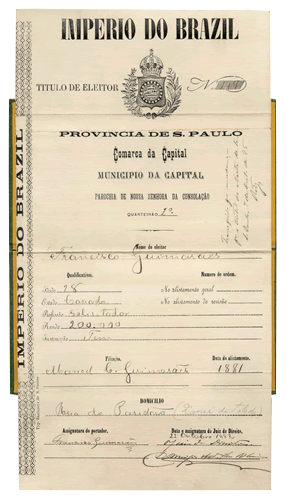
Título eleitoral brasileiro padronizado pela Lei Saraiva.

Em sessão extraordinária realizada em 29 de abril de 1880, José Antônio Saraiva apresenta o projeto de reforma eleitoral preparado por seu gabinete, onde, segundo a lei, não haveria exigência do eleitor saber ler e escrever para escolher seus representantes, apenas se exigiria o básico, como uma assinatura, para dar regularidade ao voto. Uma comissão especial se ocupa da proposta e, em 25 de maio, oferece um projeto substitutivo que conta com o apoio do gabinete de Saraiva. Neste projeto, os analfabetos continuam excluídos do processo eleitoral, mas de forma indireta, uma vez que, embora não fora mais obrigatório saber ler e escrever para votar, no ato da votação, o indivíduo deveria escrever de próprio punho o nome dos candidatos e assinar a data da eleição.
Mesmo aprovado pela Câmara em 25 de junho de 1880, o projeto de Saraiva causou grandes discussões no Senado. Os senadores que se posicionavam contra o projeto alegavam que os analfabetos não estariam aptos para ter capacidade intelectual de escolher um candidato, visto que não sabiam escrever seus nomes com os próprios punhos. Os senadores que se posicionavam a favor diziam que, qualquer cidadão brasileiros, que adquiria insignificante renda ou qualquer instrução, deveria entrar no eleitorado. Foi constatado nesse período de reformas que havia uma contradição em exigir saber ler e escrever para uma pessoa ser considerada eleitora sem dar a ela escolas para alfabetização.
O projeto substitutivo do gabinete de José Antônio Saraiva é aprovado no Senado em 4 de janeiro de 1881, transformando-se na Lei 3 029, de 9 de janeiro de 1881, que ficou registrada na história como Lei Saraiva.
No ano de 1872, o Brasil possuía 1 089 659 eleitores de paróquia, o que representava cerca de 10% da população do país, e apenas 20 006 eleitores de província, que representavam 0,2% da população brasileira. Na primeira eleição sob o império da lei Saraiva, em 31 de outubro de 1881, compareceram 96 411 eleitores, para um eleitorado de 145 296, menos de 1,5% da população e menos de 1%, se considerados os eleitores comparecentes.

## Consequências
A Lei Saraiva manteve o sistema de voto censitário da Constituição de 1824 e acrescentou a exclusão dos considerados analfabetos do sistema eleitoral. A própria definição do que era o analfabetismo fora mudando conforme os projetos sobre a participação dessa camada no sistema eleitoral era pautada na Câmara dos Deputados e no Senado, passando a significar não apenas incapacidade de ler, escrever e realizar cálculos matemáticos simples, como também, ignorância, cegueira moral e material, dependência e, por isso, gerando a incapacidade de escolher seus representantes.
A maioria da população brasileira era agrária e de fato não sabia ler ou escrever. Em 1872, o primeiro censo brasileiro mostrava que, para a população de cinco anos ou mais, a taxa de analfabetismo marcada 82,3% — estima-se que, para os indivíduos com mais de 10 anos, a porcentagem era de 78% de analfabetos. Dessa forma, a exigência de saber ler e escrever para concluir o direito ao voto impedia o alargamento da participação popular.
O número de eleitores com a Lei Saraiva cai de mais de um milhão de votantes para cerca de 145 mil. Mais de um século depois, com a Constituição de 1988, os analfabetos se tornaram aptos a exercer o direito do voto, com a Emenda Constitucional número 25, de 1985.

## O artigo 4 e o voto feminino
O referido artigo abriu espaço para a interpretação de que mulheres com diploma científicos teriam direito ao voto. Com base na literatura desse artigo o Juiz Federal José Lomelino Drumond teria concedido direto de voto para Izabel de Souza Matos (após casamento: Isabel de Mattos Dillon), portadora do diploma de Cirurgia Dentária e Prótese pela Faculdade de Medicina do Rio de Janeiro, votar ainda na década de 1880 em São José do Norte, Rio grande do Sul. Em 1890, Isabel pediu transferência do titulo para o Rio de janeiro, contudo, o então ministro do Interior José Cesário de Faria Alvim indeferiu o pedido.